# Саранпаульське сільське поселення
Саранпау́льське сільське поселення (рос. Саранпаульское сельское поселение) — сільське поселення у складі Березовського району Ханти-Мансійського автономного округу Тюменської області Росії.
Адміністративний центр — село Саранпауль.
Населення сільського поселення становить 3567 осіб (2017; 3856 у 2010, 4146 у 2002).
Станом на 2002 рік існували Саранпаульська сільська рада (село Саранпауль, присілки Хурумпауль, Щекур'я, Ясунт) та Сосьвинська сільська рада (селище Сосьва, село Ломбовож, присілки Верхньонільдіна, Кімк'ясуй, Патрасуй, Сартинья).

## Склад
До складу сільського поселення входять:
| Населений пункт           | Населення, осіб (2002) | Населення, осіб (2010) |
| ------------------------- | ---------------------- | ---------------------- |
| Верхньонільдіна, присілок | 9                      | 2                      |
| Кімк'ясуй, присілок       | 108                    | 83                     |
| Ломбовож, село            | 215                    | 198                    |
| Патрасуй, присілок        | 0                      | 1                      |
| Саранпауль, село          | 2643                   | 2575                   |
| Сартинья, присілок        | 61                     | 38                     |
| Сосьва, селище            | 845                    | 824                    |
| Хурумпауль, присілок      | 53                     | 15                     |
| Щекур'я, присілок         | 196                    | 102                    |
| Ясунт, присілок           | 16                     | 18                     |